# 内政部 (丹麦)
内政部是（丹麥語：Indenrigsministeriet）是丹麦的政府部门。内政部成立于1848年，隶属于莫尔特克二世政府（1848-1851），是丹麦最古老的部门之一。但该部门常常被其他部门相合并。自2015年以来，它已成为社会事务和内政部的一部分，该部的主要任务是处理国家对丹麦市政当局和地区的监督。此外，该部还负责丹麦的选举和全民投票。

## 历史
内政部最初于1848年在亚当·威廉·莫尔特克（Adam Wilhelm Moltke）的第二任政府中成立。在21世纪，它与卫生部合并，从2001年至2007年成立了内政和卫生部，此后其职能移交给了福利部（Velfærdsministerium），在2009年更名为内政和社会事务部。2010年，合并了内政和卫生部。2011年11月，赫尔·索宁-施密特（Helle Thorning-Schmidt）政府将内政部与卫生部分开，改为与内政部的经济部门合并。经济和商业事务部组成经济和内政部。2015年6月，拉斯·勒克·拉斯穆森（LarsLøkkeRasmussen）的第二任政府再次将其职能与社会事务部的职能合并，以重建社会事务和内政部。

## 名称
内政部的名称随着政府需要不断变更。在1848年至1950年时定为内政部，而在1950-1955年又更改为内政和住房部或1973-1975年改为内政和社会事务部，于2007-2009又改名为福利部。2021年至今名称为内政和住房部。
| 年份          | 名称             |
| ------------- | ---------------- |
| 1848年-1950年 | 内政部           |
| 1950-1955年   | 内政和住房部     |
| 1955-1973年   | 内政部           |
| 1973-1975年   | 内政和社会事务部 |
| 1975-2001年   | 内政部           |
| 2001-2007年   | 内政和卫生部     |
| 2009-2010年   | 内政和社会事务部 |
| 2010-2011年   | 内政和卫生部     |
| 2011-2015年   | 经济事务和内政部 |
| 2015-2016年   | 社会事务和内政部 |
| 2019-2021年   | 社会事务与内政部 |
| 2021年1月至今 | 内政和住房部     |